# Solarpark Alttrebbin
Der Solarpark Alttrebbin ist ein Solarkraftwerk im brandenburgischen Alttrebbin. Es hat eine installierte Leistung von 150 MWp.

## Lage
Der Solarpark befindet sich im Osten Brandenburgs auf einer Fläche von etwa 149 ha, von denen 125 ha bebaut wurden. Er liegt etwa 7 km nördlich des Solarparks Gottesgabe. Beide Solarkraftwerke wurden gleichzeitig von der EnBW erbaut.
Das Solarkraftwerk befindet sich westlich des Ortes Alttrebbin auf zuvor landwirtschaftlich genutzter Flächen. Der Solarpark wird durch die Straße Rohneweg in zwei Teile geteilt.

## Entwicklung
Die erste Bauleitplanung wurde 2009/2010 erstellt. Im Jahr 2019 folgte die erste Änderung des Bebauungsplans. Nach dem Erhalt der Baugenehmigung im November 2020 wurde der Solarpark im Jahr 2021 erbaut.
Die Anlage begann im Februar 2022 mit der Stromeinspeisung. Als Grund für die Verzögerung gab die EnBW Lieferschwierigkeiten sowie Folgen der COVID-19-Pandemie und des Hochwassers in West- und Mitteleuropa 2021 an. Die Fertigstellung des Solarparks erfolgte im März 2022.

## Leistung
Das Solarkraftwerk hat eine maximale Leistung von 150 MWp unter genormten Laborbedingungen. Verwendet wurden 345.000 kristalline Solarmodule mit einer spezifischen Leistung von je 390 W. Der Solarpark verwendet das gleiche Montagesystem wie der Solarpark Gottesgabe.
Pro Jahr werden voraussichtlich ca. 155 GWh elektrische Energie produziert, was einer durchschnittlichen Leistung von knapp 18 MW entspricht. Damit lassen sich rechnerisch im Durchschnitt etwa 45.100 Privathaushalte versorgen. Wie zuvor schon der Solarpark Weesow-Willmersdorf wurde das Solarkraftwerk ohne finanzielle Fördermittel durch das Erneuerbare-Energien-Gesetz realisiert.
Der Solarpark verfügt über einen Batteriespeicher mit einer Kapazität von 3,9 MWh. Dieser dient vor allem dazu den Eigenbedarf der Umspannwerke und Wechselrichter in den Nachtstunden zu decken. Damit erzeugt der Solarpark die für dessen Betrieb notwendige Energie vollständig selbst. In sonnenstarken Zeiten kann der Speicher auch Strom ins Netz einspeisen.

## Netzanschluss
Auf der Fläche des Solarparks befindet sich ein eigenes Umspannwerk zur Einspeisung in die 110-kV-Ebene. Über ein etwa 7,5 km langes neu verlegtes Erdkabel ist der Park mit dem Umspannwerk Metzdorf-Nord des Versorgungsbetreibers E.DIS verbunden.